# Гаррісбург (Нью-Йорк)
Гаррісбург (англ. Harrisburg) — місто (англ. town) в США, в окрузі Льюїс штату Нью-Йорк. Населення — 480 осіб (2020).

## Демографія
Згідно з переписом 2010 року, у місті мешкало 437 осіб у 160 домогосподарствах у складі 118 родин. Було 239 помешкань
Расовий склад населення:
| - 98,9 % — білих - 0,7 % — азіатів |

До двох чи більше рас належало 0,5 %. Частка іспаномовних становила 0,9 % від усіх жителів.
За віковим діапазоном населення розподілялося таким чином: 24,5 % — особи молодші 18 років, 63,4 % — особи у віці 18—64 років, 12,1 % — особи у віці 65 років та старші. Медіана віку мешканця становила 43,3 року. На 100 осіб жіночої статі у місті припадало 117,4 чоловіків;  на 100 жінок у віці від 18 років та старших — 123,0 чоловіків також старших 18 років.
Середній дохід на одне домашнє господарство  становив 68 220 доларів США (медіана — 57 292), а середній дохід на одну сім'ю — 79 579 доларів (медіана — 78 438). Медіана доходів становила 45 078 доларів для чоловіків та 43 500 доларів для жінок. За межею бідності перебувало 18,0 % осіб, у тому числі 31,3 % дітей у віці до 18 років та 10,3 % осіб у віці 65 років та старших.
Цивільне працевлаштоване населення становило 240 осіб. Основні галузі зайнятості: освіта, охорона здоров'я та соціальна допомога — 22,1 %, будівництво — 20,8 %, сільське господарство, лісництво, риболовля — 11,7 %, виробництво — 8,3 %.